# Bazauges
Bazauges ist eine französische Gemeinde mit 104 Einwohnern (Stand: 1. Januar 2022) im Département Charente-Maritime in der Region Nouvelle-Aquitaine (vor 2016: Poitou-Charentes); sie gehört zum Arrondissement Saint-Jean-d’Angély und zum Kanton Matha. Die Einwohner werden Bazaugiens und Bazaugiennes genannt.

## Geographie
Bazauges liegt etwa 75 Kilometer ostsüdöstlich von La Rochelle in der Saintonge. Umgeben wird Bazauges von den Nachbargemeinden Fontaine-Chalendray im Norden, Ranville-Breuillaud im Osten und Südosten, Beauvais-sur-Matha im Süden sowie Cressé im Westen.

## Bevölkerungsentwicklung
| Jahr                       | 1962 | 1968 | 1975 | 1982 | 1990 | 1999 | 2006 | 2013 | 2019 |
| Einwohner                  | 232  | 207  | 182  | 159  | 148  | 130  | 125  | 117  | 112  |
| Quellen: Cassini und INSEE |      |      |      |      |      |      |      |      |      |

## Sehenswürdigkeiten
- Kirche Saint-Martin

Siehe auch: Liste der Monuments historiques in Bazauges

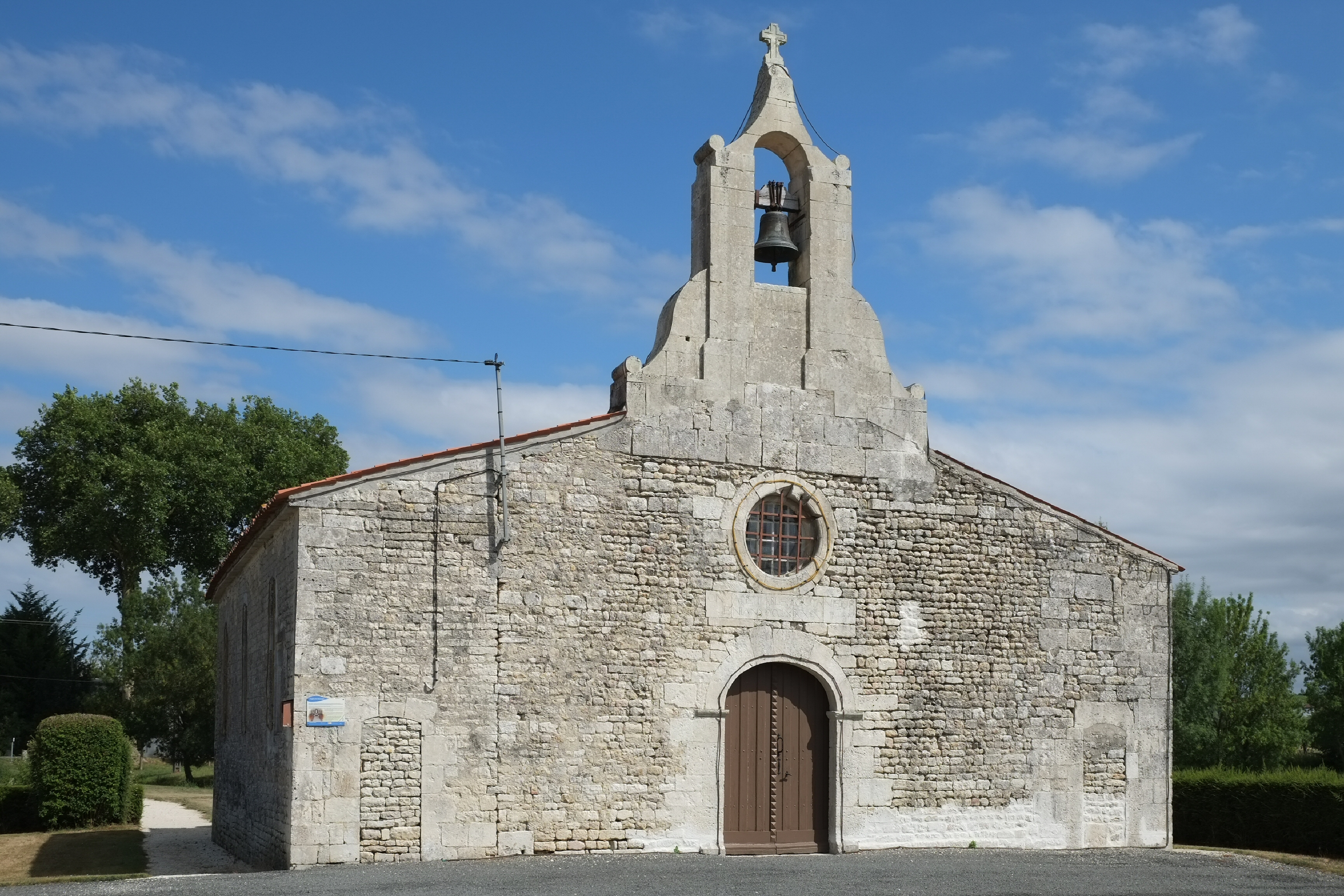
Kirche Saint-Martin